# Return to Ommadawn
A Return to Ommadawn Mike Oldfield huszonhatodik nagylemeze, amely 2017. január 20-án jelent meg. Az 1975-ös Ommadawn kompozíció újragondolása. A Mahasz Top 40 albumlistáján megjelenése után a 4. helyet érte el.

## Története
Az 1975-ös Ommadawn nagylemezt sok rajongó máig Oldfield egyik legjobb művének tartja. A zeneszerző többször tervezte, hogy megírja a folytatását, és úgy tartotta, hogy az 1990-es Amarok sok tekintetben az Ommadawn szellemi utódja, bár kissé saját irányba fordult.
2014-es Man on the Rocks lemezének megjelenése után Oldfield érdeklődött rajongóinál, hogy milyen új szerzeményt látnának szívesen. Legtöbben a korai albumok akusztikus hangzását részesítették előnyben, és azok közül is az Ommadawnt. Oldfield 2015 októberében jelentette be, hogy egy új albumon dolgozik, és 2016 májusában a nagylemezt késznek nyilvánította. A Return to Ommadawn végül 2017 januárjában jelent meg.

## Leírása
Korai, spontán albumaihoz hasonlóan Mike Oldfield a kompozíció egyetlen előadója (az On Horseback kórustól eltekintve, melyet az Ommadawnról emelt át); egymaga játszotta mind a 22 felsorolt – főleg húros – hangszert. Az Allmusic szerint egy instrumentális elmélkedés a négy évtizeddel korábban elképzelt prog-folk fantáziavilágról, melyben az időskori nosztalgia letisztítja a korai mű hangzását.

## Számlista
A nagylemez két, egyenként 20 perc körüli (a hanglemez egy oldalára jellemző hosszúságú) számból áll. Az 1978-as Incantations óta ez az első album, amely ezt a felosztást alkalmazza.
|    | Cím                        | Szerző(k) | Hossz |
| -- | -------------------------- | --------- | ----- |
| 1. | Return to Ommadawn, Pt. I  | Oldfield  | 21:10 |
| 2. | Return to Ommadawn, Pt. II | Oldfield  | 20:56 |

## Helyezések
| Listák (2017)                                | Legjobb helyezés |
| -------------------------------------------- | ---------------- |
| Ausztrália (ARIA Charts Top 50 Albums)       | 61               |
| Ausztria (Ö3 Austria Top 40)                 | 6                |
| Belgium (Ultratop Flandria)                  | 31               |
| Belgium (Ultratop Vallónia)                  | 21               |
| Csehország (ČNS IFPI Albums Top 100)         | 2                |
| Hollandia (Dutch Charts Album Top 100)       | 28               |
| Franciaország (SNEP Album Top 100)           | 44               |
| Németország (Offizielle Top 100)             | 3                |
| Magyarország (MAHASZ Top 40 albumlista)      | 4                |
| Írország (IRMA)                              | 43               |
| Olaszország (FIMI Album Top 20)              | 26               |
| Lengyelország (ZPAV Album Top 50)            | 23               |
| Portugália (AFP Top 30 Albums)               | 45               |
| Spanyolország (PROMUSICAE Top 100 Álbumes)   | 1                |
| Svédország (Sverigetopplistan Top 60 Albums) | 38               |
| Svájc (Schweizer Hitparade Top 100 Albums)   | 8                |
| Egyesült Királyság (UK Albums Chart)         | 4                |